# ULAS J094806.06+064805.0
ULAS J094806.06+064805.0 ist ein Brauner Zwerg der Spektralklasse T7 im Sternbild Löwe. Er wurde 2007 von Nicolas Lodieu et al. entdeckt.